# Cyril Cavadore
Cyril Cavadore, né en 1969, est un astronome amateur français.
Le Centre des planètes mineures le crédite de la découverte de quatre astéroïdes effectuées entre 2000 et 2008, toutes avec la collaboration de François Colas ou de Jean-Marie Lopez.
L'astéroïde (9811) Cavadore lui a été dédié,.
Cyril Cavadore est également un des développeurs du logiciel PRISM (logiciel).
| (121865) Dauvergne  | 10 février 2000 |
| (269243) Charbonnel | 27 août 2008    |
| (295473) Cochard    | 27 août 2008    |
| (378721) Thizy      | 27 août 2008    |